# Gladys González
Gladys Esther González (n. San Carlos de Bolívar, 30 de mayo de 1973) es una politóloga y política argentina, perteneciente a Propuesta Republicana. que ejerció desde el 10 de diciembre de 2017 al 10 de diciembre de 2023 como senadora nacional en representación de la provincia de Buenos Aires. Previamente fue diputada nacional por el mismo distrito durante dos mandatos entre 2009 y 2017, y ocupó un cargo secretarial en la administración de la vecina Ciudad Autónoma de Buenos Aires. Fue directora del Banco Ciudad de Buenos Aires entre 2005 y 2007. Pertenece al partido Propuesta Republicana (PRO), partido liderado por Mauricio Macri, presidente de la Nación Argentina entre 2015 y 2019.

## Primeros años
González nació en San Carlos de Bolívar, en el centro de la provincia de Buenos Aires, Argentina, el 30 de mayo de 1973. Cursó estudios en la Escuela de Guerra dependiente del Ministerio de Defensa, recibiéndose como Magíster en Política y Estrategia. Sus estudios universitarios los realizó en la Facultad de Ciencias Sociales de la Universidad de Buenos Aires, donde obtuvo su título como licenciada en Ciencias Políticas. En 2009 contrajo matrimonio con Manuel Mosca, su chofer personal, que posteriormente también ingresaría en la política, llegando a ser presidente de la Cámara de Diputados de la Provincia de Buenos Aires.

## Carrera política

### Inicios en la función pública
Nombrada asistente administrativa en el Instituto de Ayuda Financiera a cargo del Ministerio de Defensa de la Nación entre 1992 y 1998, durante la presidencia de Carlos Menem y en 1999 en la Unidad de Análisis Internacional en la Secretaría de Asuntos Militares del mencionado ministerio, manteniéndose allí hasta el año 2002, cuando ingresó a la Legislatura de la Ciudad de Buenos Aires con el cargo de asesora, específicamente en las comisiones de Salud y Descentralización. Se mantendría allí hasta el año 2005.
El 10 de diciembre de 2005 asumió como directora del Banco Ciudad de Buenos Aires, durante seis años. Comenzó también a introducirse en política partidaria al adherir al partido Propuesta Republicana (PRO), en ese momento fundado como Compromiso para el Cambio, bajo el liderazgo de Mauricio Macri y Horacio Rodríguez Larreta. Durante su período a cargo del Banco Ciudad fue acusada por el medio Revista 23 de haber intentado incurrir en un soborno para que la publicación emitiera notas favorables a Horacio Rodríguez Larreta, entonces vicepresidente del PRO. Las causas judiciales al respecto no prosperaron. Si bien hasta ese momento había desempeñado cargos públicos en la Ciudad de Buenos Aires, González ejerció desde entonces como vocal de la seccional de dicha formación en la provincia de Buenos Aires, pasando a ser en simultáneo Secretaria de la Mujer del PRO en 2009 y vocal nacional del partido en 2013.
Tras la llegada del PRO a la jefatura del gobierno porteño en 2007, con Mauricio Macri como candidato, González asumió como Subsecretaria de Atención Ciudadana en la nueva gobernación.
Como interventora fue denunciada penalmente por incompatibilidades en la función pública por cobrar varios sueldos a la vez, uno como diputada y otro, del SOMU, por 59 mil pesos. También se la denuncia por destinar 90 mil pesos mensuales de la organización sindical a sus asesores de comunicación. La denuncia  por irregularidades fue presentada por José Luis González, que integra la filial de Corrientes del Somu, en el Juzgado Federal Nº 6 de esa provincia. González por un lado maneja el sindicato y por el otro tiene a un familiar en la autoridad sobre los cursos de agua navegables, lo que le permitiría por ejemplo evitar cualquier conflicto gremial y jurisdiccional para el ingreso de empresas extranjeras en desmedro de las nacionales. Además su primo hermano fue designado director Nacional de Vías Navegables, ente que tiene la potestad de entregar los permisos de navegación a todas las embarcaciones y autorizar el ingreso de naves extranjeras a los ríos interiores.Fue denunciada también por pedir a sus dirigentes un "retorno a cuenta" de futuros cargos a obtener en la provincia de Buenos Aires. Su marido es una de las figuras más fuertes del vidalismo.Su designación fue cuestionada por ejercer tres cargos públicos simultáneos, lo que motivó acusaciones por parte de la Oficina Anticorrupción.

### Labor parlamentaria
En 2009 se presentó como candidata a diputada nacional por la provincia de Buenos Aires, ocupando el tercer puesto en la lista de la coalición Unión PRO detrás del peronista Felipe Solá y de Francisco de Narváez, de la Unión Celeste y Blanco (UCB). González asumió como diputada el 10 de diciembre de 2009. En 2013 se postuló para la reelección, esta vez por el Frente Renovador de Sergio Massa, ocupando el duodécimo lugar en la lista, pero de todas formas logrando un segundo mandato debido al amplio triunfo la formación, con el 43,95% de los votos, sobre el 32,33% de la lista gubernamental. Durante sus dos mandatos en la cámara baja del Congreso fue vocal de las comisiones de las Personas Mayores; Familia, Mujer, Niñez y Adolescencia; Intereses Marítimos, Fluviales, Pesqueros y Portuarios; Minería; Previsión y Seguridad Social; Tercera Edad y Transportes.
Durante la presidencia de Mauricio Macri (2015-2019), se retiró brevemente del Congreso en enero de 2017 para asumir como presidenta de la Autoridad de Cuenca Matanza Riachuelo (ACUMAR). Su designación fue cuestionada por ejercer tres cargos públicos simultáneos, lo que motivó acusaciones por parte de la Oficina Anticorrupción. Abandonó la presidencia del ACUMAR el 18 de julio del mismo año, tras solo siete meses. Se postuló como candidata a segunda senadora por la mayoría de la provincia de Buenos Aires, secundando a Esteban Bullrich, en la lista de la alianza oficialista Cambiemos, debiendo competir contra la lista Unidad Ciudadana, encabezada por la expresidenta Cristina Fernández de Kirchner. Su gestión a cargo de la ACUMAR fue cuestionado por el supuesto abandono de las tareas de saneamiento, limpieza y mantenimiento en los márgenes, arroyos y canales del Arroyo Sarandí y del Riachuelo, así como posibles «vaciamientos» del presupuesto del organismo. Más tarde, en octubre de 2017, pocos días antes de las elecciones, fue denunciada junto con su marido, Manuel Mosca, por el supuesto desvío de fondos públicos a una cuenta en Suiza.
En las elecciones legislativas de octubre resultó elegida senadora al obtener la lista de Cambiemos el 41,35% de los votos y las 2 bancas por la mayoría, seguida por la lista de Unidad Ciudadana el 37,31% y la banca por la minoría, ocupada por Fernández de Kirchner. González asumió como senadora nacional el 10 de diciembre de 2017. Integra las comisiones de Trabajo y Previsión Social; Infraestructura, Vivienda y Transporte; Ambiente y Desarrollo Sustentable; y Coparticipación Federal de Impuestos. En agosto de 2018, a pesar de haberse declarado previamente en contra, votó a favor del Proyecto de Ley de Interrupción Voluntaria del Embarazo, que no fue aprobado por el cuerpo por escasa diferencia.